# Chlorek europu(III)
Chlorek europu(III) – nieorganiczny związek chemiczny, sól europu na III stopniu utlenienia i kwasu solnego. Występuje w postaci bezwodnej oraz jako heksahydrat.

## Właściwości
Chlorek europu jest żółtym ciałem stałym, rozpuszczalnym w wodzie i etanolu. W temperaturze topnienia następuje rozkład odmiany bezwodnej z wydzieleniem chlorku europu(II) i chloru:
2EuCl
3 → 2EuCl
2 + Cl
2↑
Ma właściwości higroskopijne. Bezwodny chlorek przyłącza wodę z powietrza, przechodząc w heksahydrat o wzorze sumarycznym EuCl
3·6H
2O.

## Otrzymywanie
Ogrzewanie hydratu chlorku europu(III) powoduje (w niewielkim stopniu) hydrolizę tego związku do postaci bezwodnej. Reakcja zachodzi przez ogrzewanie heksahydratu z chlorkiem tionylu przez około 15 godzin.

## Zastosowanie
Związek jest stosowany do otrzymywania chlorku europu(II) z reakcji z cynkiem lub przez redukcję wodorem, podgrzewając powoli do temperatury 700 °C. Ponadto jest używany do otrzymywania związków metaloorganicznych europu, na przykład związki kompleksowe bis(pentametylocyklopentadienylo)europu(II), a także do otrzymywania innych soli europu.